# Toppen Bech
Toppen Bech (Oslo, 28 de marzo de 1939 - 5 de febrero de 2024)fue una periodista noruega.

## Biografía
Toppen Bech nació en Oslo y fue madre de Alexandra Bech Gjørv. Desde 1960 hasta 1971 trabajó para el periódico Aftenposten, y editó la revista Alle Kvinner de 1973 a 1978. En 1984 se unió a la Norwegian Broadcasting Corporation. Presentó varios programas, incluyendo Unnskyld at jeg spør y Den blå timen. En la serie de televisión no presentó casas señoriales y mansiones, con un total de 62 programas producidos entre 1997 y 2006.
Bech falleció el 5 de febrero de 2024, a la edad de 84 años.